# Radnice

V Česku je možné použití dopravní značky, která ukazuje směr k radnici jako ke komunálnímu cíli

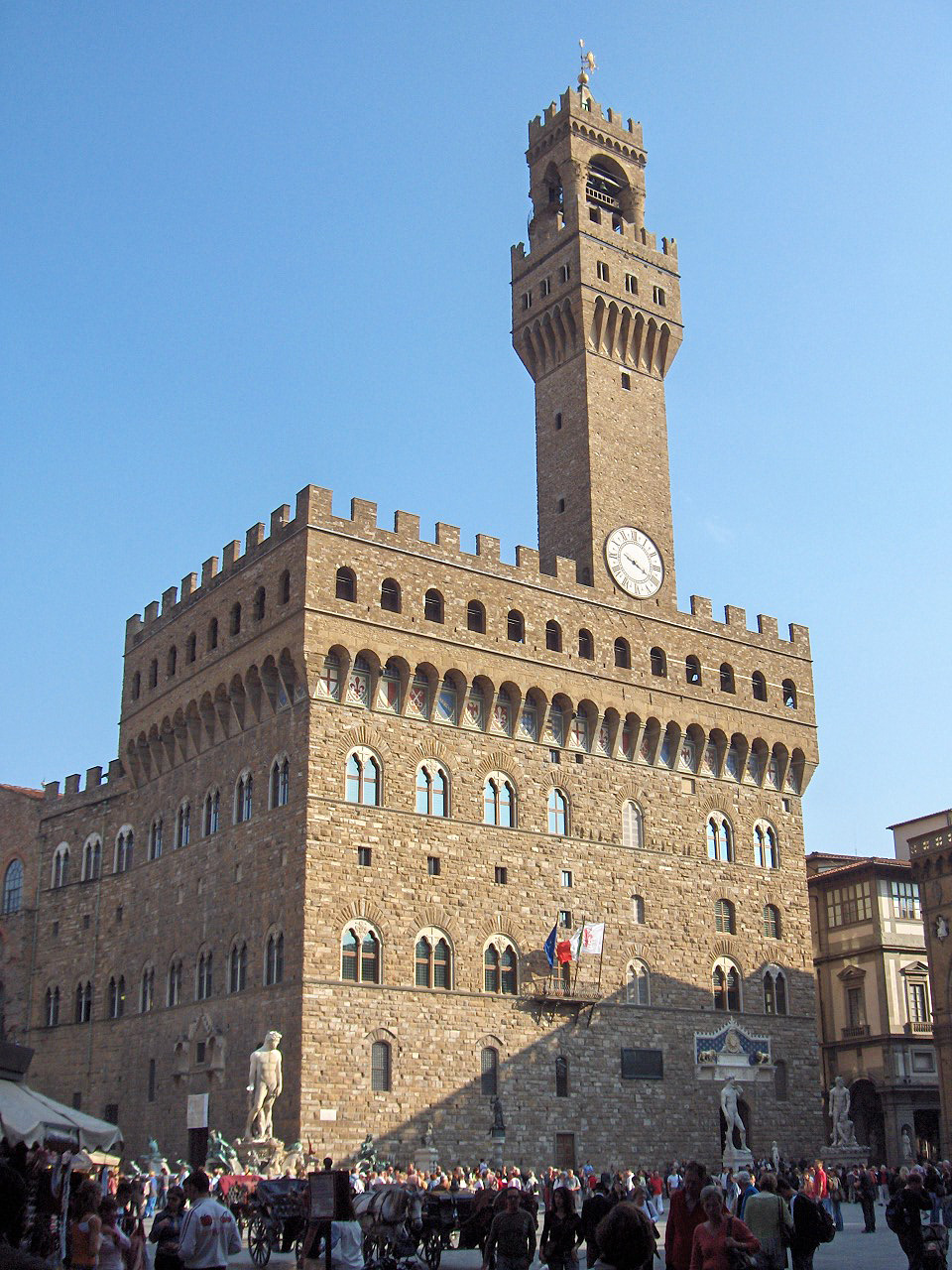
Palazzo Vecchio ve Florencii, nejstarší budova evropské radnice

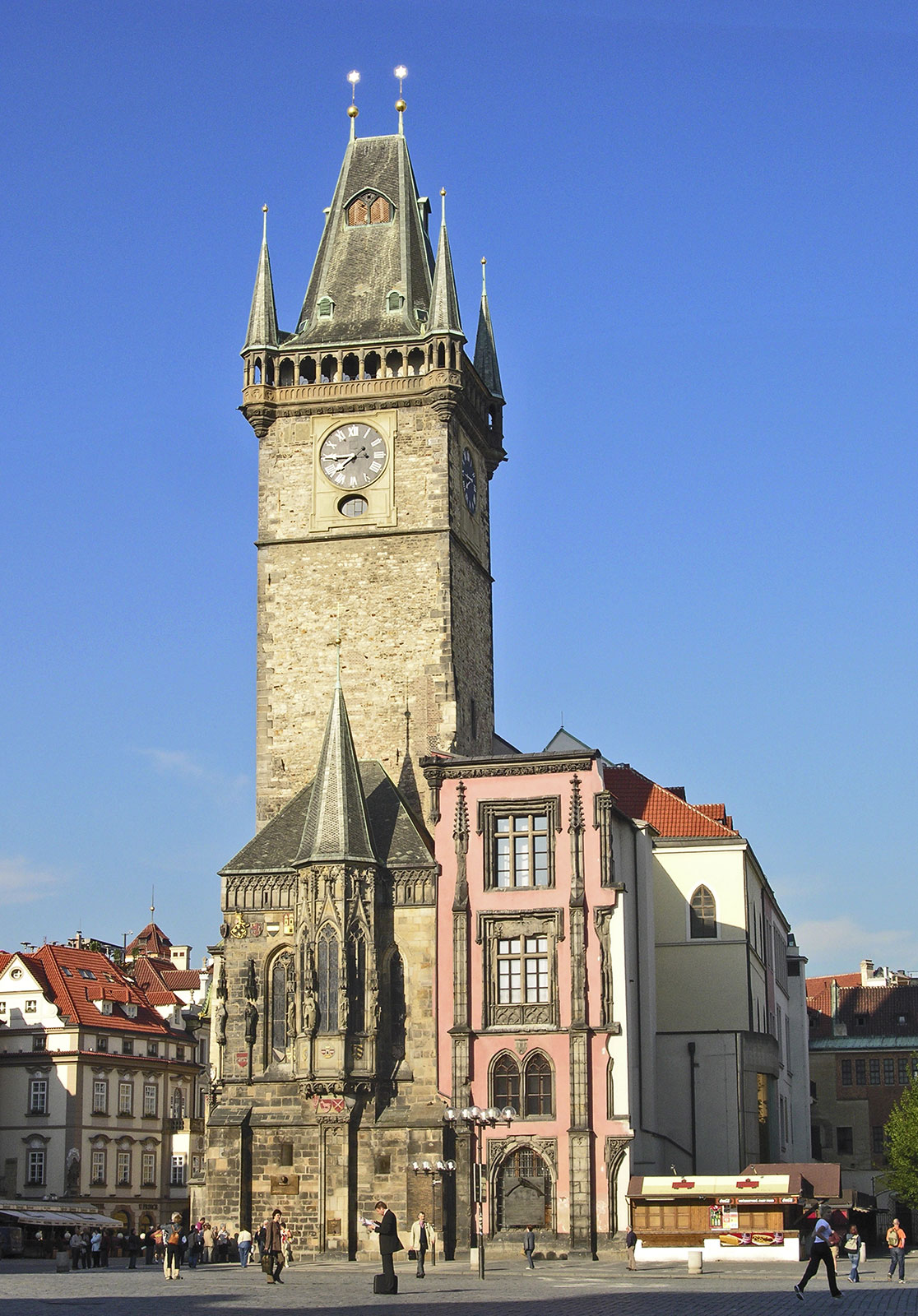
Staroměstská radnice v Praze

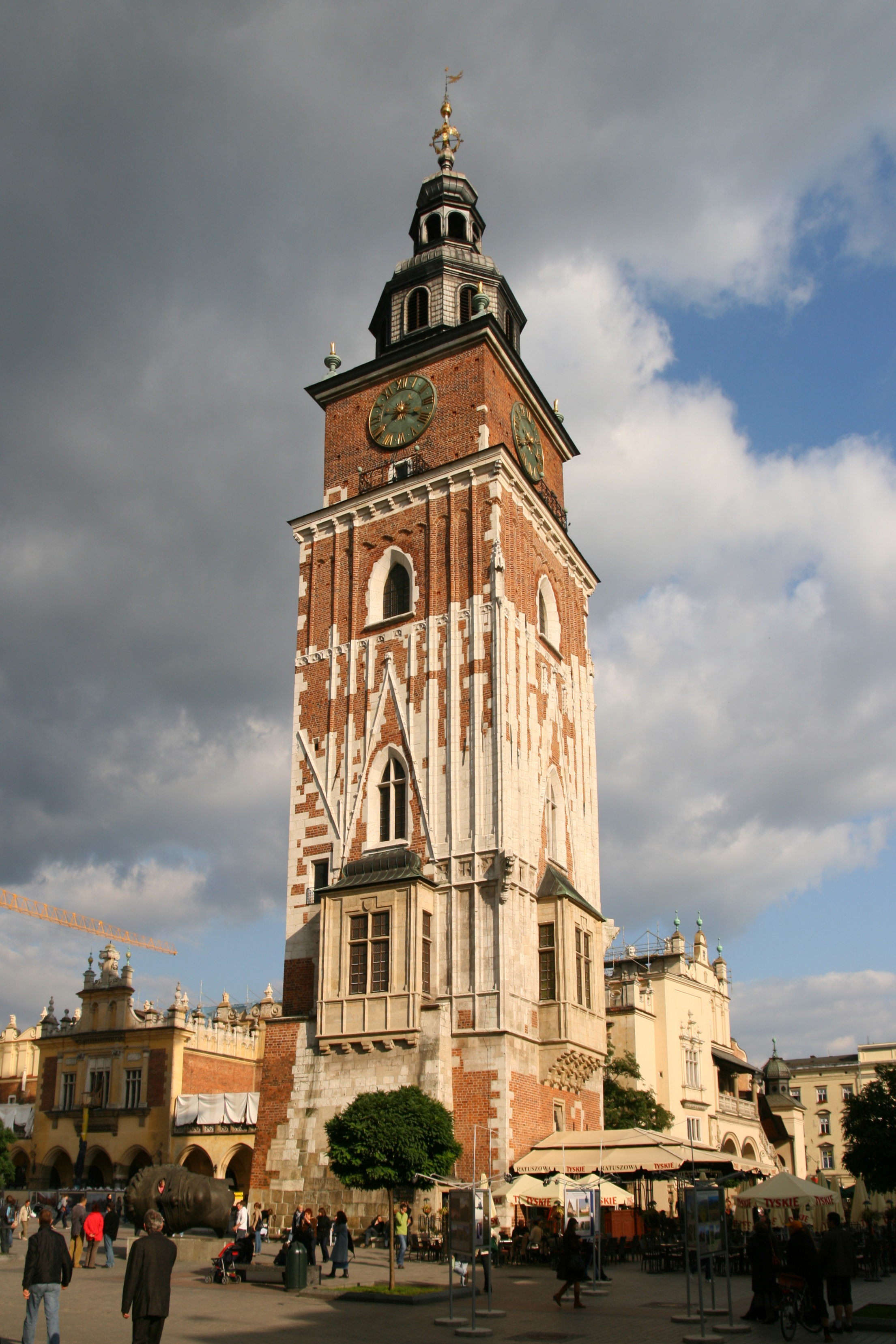
Nejvyšší radniční věž je v Krakově

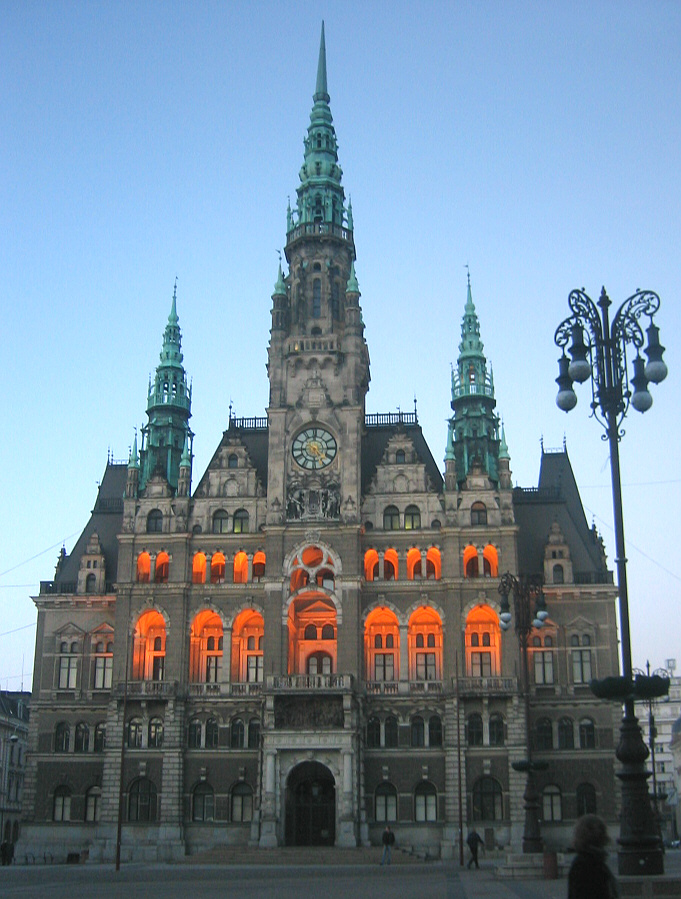
Liberecká radnice - největší v Česku

Radnice (zastarale též rathaus) je hlavní sídlo a reprezentační budova městské správy. Na radnici se řídí správa města. K tomu účelu v ní zasedají radní a v jejich čele starosta. Slovo radní je odvozeno od slovesa radit se. V přeneseném významu slova radnice označuje nejen budovu, ale i skupinu lidí, kteří mají na starosti správu příslušného města či obce. 

## Historie

### Evropa
Původ evropských radnic sahá do antické kultury klasického období Řecka; v městských státech se scházela městská rada s názvem bouleuterion  v budově zvané prytaneion. Souvislá tradice radnic v Evropě se datuje od středověku do 20. století. Nejstarší jsou italské radnice, jako florentská signorie, stavba v jádře ze 12. století, a také radnice francouzské. Ve 20. století přestávaly dosavadní historické budovy městům stačit, stavějí se nové budovy, které již ztrácejí stavební specifika, stejně jako radnice mimoevropské. Současné využití historických budov bývalých radnic je různé, od informačních center, kulturních domů, knihoven a galerií až po obchodní domy. Například pražská gotická Novoměstská radnice sloužila v 19. století potřebám justice, v 70. letech 20. století zde sídlil dopravní inspektorát a nyní je využívána jako kulturní centrum a obřadní síň.

### Česko
V českých městech byly první radnice zřizovány kolem poloviny 14. století, často postupnou proměnou domu významného měšťana na hlavním tržišti (náměstí). Členové městské rady se nazývali konšelé slovem odvozeným z latinského termínu consules (tj. rádci), starosta se nazýval purkmistr odvozením z německého der Bürgermeister (mistr či vedoucí měšťanů). Se zavedením městského práva se do radnice přesunula také soudní moc. Rozsudky vynesené na radnici se vyhlašovaly a vykonávaly před radnicí, kde stával pranýř a kde se příležitostně stavěla i šibenice. Ve sklepení radnice bývala městská věznice, zvaná šatlava. Radnice mívala ještě další zvláštní prostory: kapli, pokladnici, v níž byl uložen radniční poklad (souprava stříbrných pohárů ke slavnostnímu zasedání městské rady, liturgické stříbro pro kapli), také svoji zbrojnici, v níž byla uložena zbroj městské posádky. U vchodu do radnice stávala někdy kamenná socha rytíře Rolanda, strážce městských práv. Kromě městské správy v radnici často zasedali představení profesních sdružení cechů.  
V období vlády komunistické strany v bývalém Československu funkci radnice plnily městské či místní národní výbory.

## Stavby
Budova radnice patřila k nejstarším a nejhonosnějším profánním stavbám ve městě, během doby gotické a renesanční se vytvořil její vlastní stavební typ. Ten se opakoval i v novostavbách z období historismu v 19. století. Jindy městská správa starou radnici opustila a vybudovala si novou radnici. Radnice bývá kamenná vícepatrová budova. Mívá víceosé průčelí řešené podle svislé osy, s portálem hlavního vchodu uprostřed, nebo s vnějším dvojramenným schodištěm, které vede přímo do zasedací síně. Celá budova mohla mít v 1. patře ochoz, nebo zasedací síň mívala balkón, z něhož se pronášela usnesení a projevy. Nad vchodem nebo po jeho stranách bývaly tesané znaky města, země, cechů nebo také významných radních. Na střeše bývala věž s hodinami a zvonem. Často byla věž samostatnou stavbou, nejvyšší ve městě, a její ochoz sloužil městským strážným a trubači. Pokud měla radnice podloubí, často prostory v přízemí sloužily krámům řemeslníků vybraných řemesel (nejčastěji soukeníků, zlatníků či řezníků).

## Samostatné články o radnicích

### Česká republika
- Hlavní město Praha

- Bílý dům (Libeň)
- Nová radnice v Praze
- Staroměstská radnice
- Novoměstská radnice
- Malostranská radnice
- Hradčanská radnice
- Maiselova radnice
- Nuselská radnice
- Smíchovská radnice
- Vysočanská radnice
- Žižkovská radnice

- Středočeský kraj

- Radnice (Bělá pod Bezdězem)
- Berounská radnice
- Radnice v Brandýse nad Labem
- Radnice (Jílové u Prahy)
- Radnice (Kladno)
- Kolínská radnice
- Radnice v Kostelci nad Labem
- Radnice (Lysá nad Labem)
- Radnice (Mělník)
- Radnice v Načeradci
- Radnice v Novém Strašecí
- Radnice (Nový Knín)
- Nymburská radnice
- Stará radnice (Poděbrady)
- Synagoga v Přistoupimi
- Radnice (Slaný)
- Radnice ve Velvarech

- Jihočeský kraj

- Radnice (Nové Hrady)
- Radnice (Písek)
- Stará radnice (Prachatice)
- Nová radnice v Prachaticích
- Stará radnice v Táboře
- Radnice (Volyně)
- Radnice (Benešov nad Černou)
- Radnice (Týn nad Vltavou)
- Radnice (Český Krumlov)
- Radnice (Nové Hrady)
- Radnice (Týn nad Vltavou)
- Radnice (Benešov nad Černou)
- Radnice (Bechyně)

- Plzeňský kraj

- Plzeňská radnice
- Radnice v Sušici
- Radnice v Rokycanech

- Karlovarský kraj
  - Jáchymovská radnice
- Ústecký kraj

- Kadaňská radnice
- Litoměřická radnice
- Stará radnice v Litoměřicích
- Žatecká radnice

- Liberecký kraj

- Liberecká radnice
- Jablonecká radnice
- Radnice v Zákupech
- Radnice (Česká Lípa)
- Radnice (Český Dub)
- Radnice (Dubá)
- Radnice (Frýdlant)
- Radnice (Nový Bor)
- Radnice (Lomnice nad Popelkou)
- Radnice (Horní Rokytnice)

- Královéhradecký kraj

- Novobydžovská radnice

- Pardubický kraj

- Stará radnice (Svitavy)
- Radnice (Lázně Bohdaneč)

- Kraj Vysočina

- Jihlavská radnice
- Jimramovská radnice

- Jihomoravský kraj

- Nová radnice v Brně
- Stará radnice v Brně
- Radnice (Boskovice)
- Stará radnice (Hustopeče)
- Radnice (Hustopeče)
- Kyjovská radnice
- Vyškovská radnice
- Radnice městyse Lomnice v okrese Brno-venkov

- Olomoucký kraj

- Olomoucká radnice
- Radnice (Litovel)

- Zlínský kraj

- Židovská radnice v Kroměříži
- Napajedelská radnice
- Zlínská radnice

- Moravskoslezský kraj

- Novojičínská radnice
- Nová radnice v Ostravě
- Stará radnice v Ostravě
- Radnice Slezské Ostravy
- Bohumínská radnice

### Slovensko
- Stará radnice v Bratislavě
- Radnice (Bardejov)
- Radnice (Devínská Nová Ves)
- Radnice (Ružomberok)
- Městská radnice (Žilina)

### Další země
- Brémská radnice
- Radnice v Bílsku-Bělé
- Radnice města Cách
- Erfurtská radnice
- Radnice ve Friedbergu
- Radniční věž (Krakov)
- Londýnská radnice
- Radnice v Manchesteru
- Radnice v Milwaukee
- Pařížská radnice
- Rotes Rathaus
- Stockholmská radnice
- Vídeňská radnice
- Radnice v Rambervillers
- Tarnowská radnice
- Subotická radnice

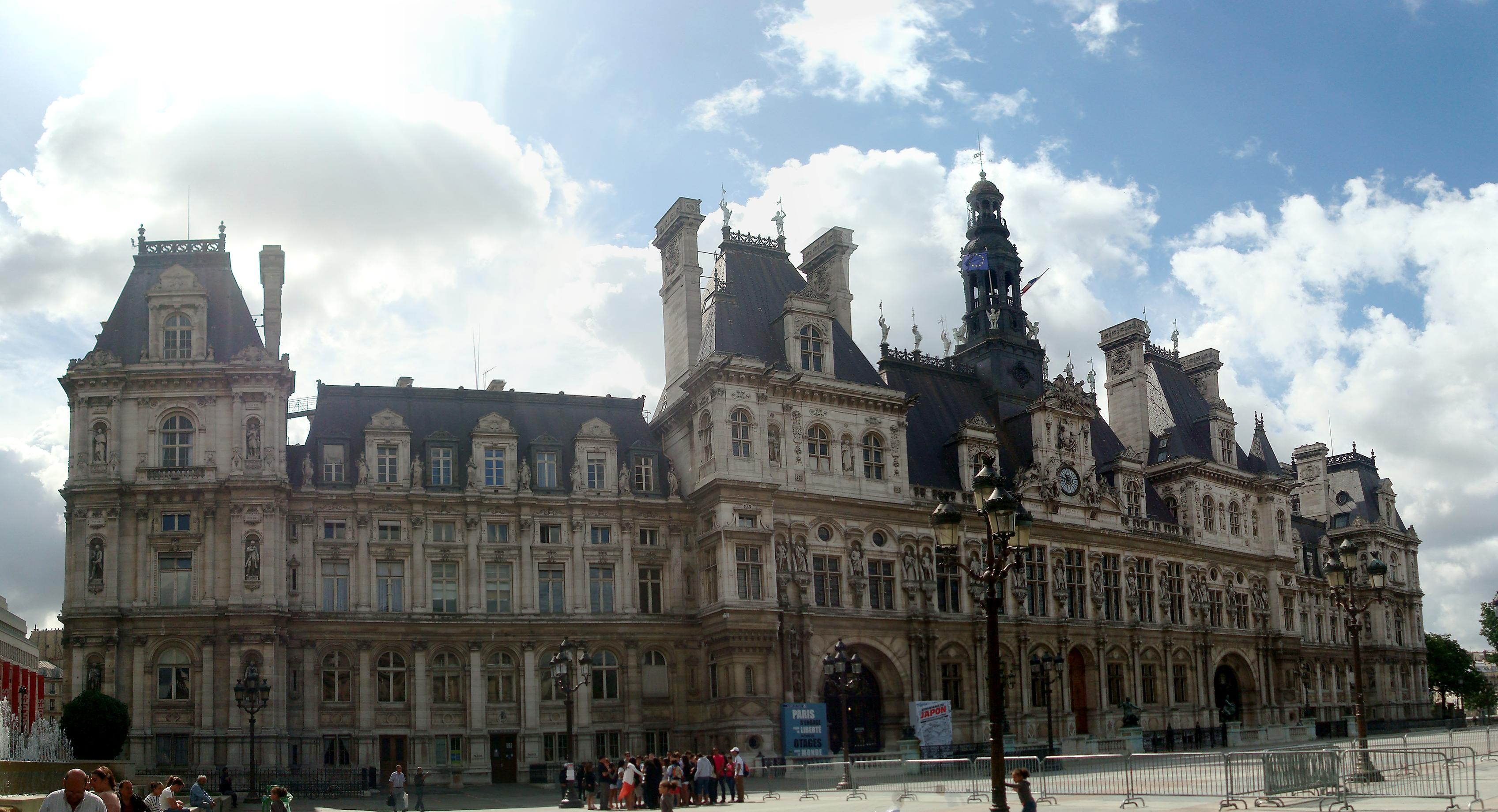
Novogotický Hôtel de Ville v Paříži
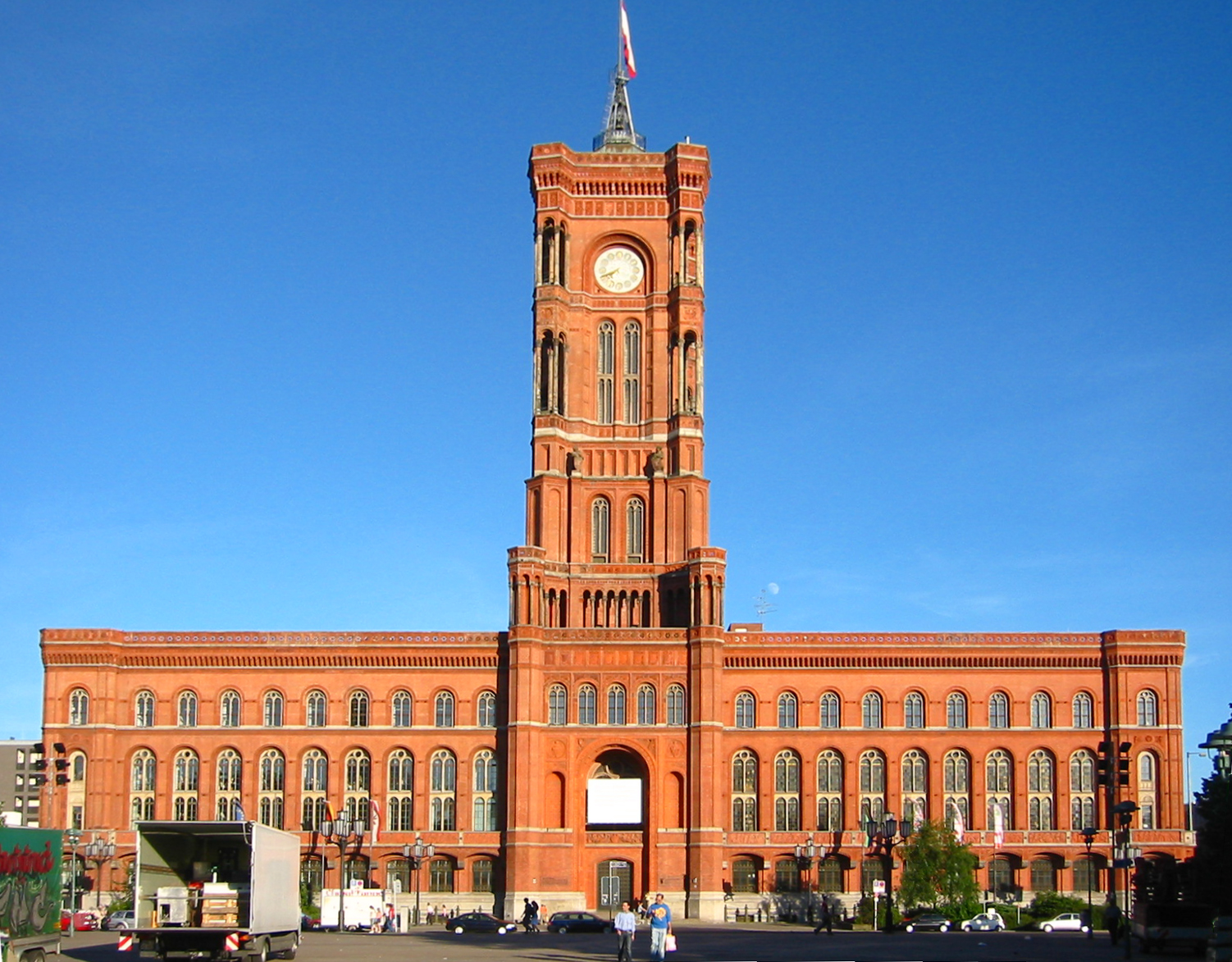
Berlínský Rotes Rathaus
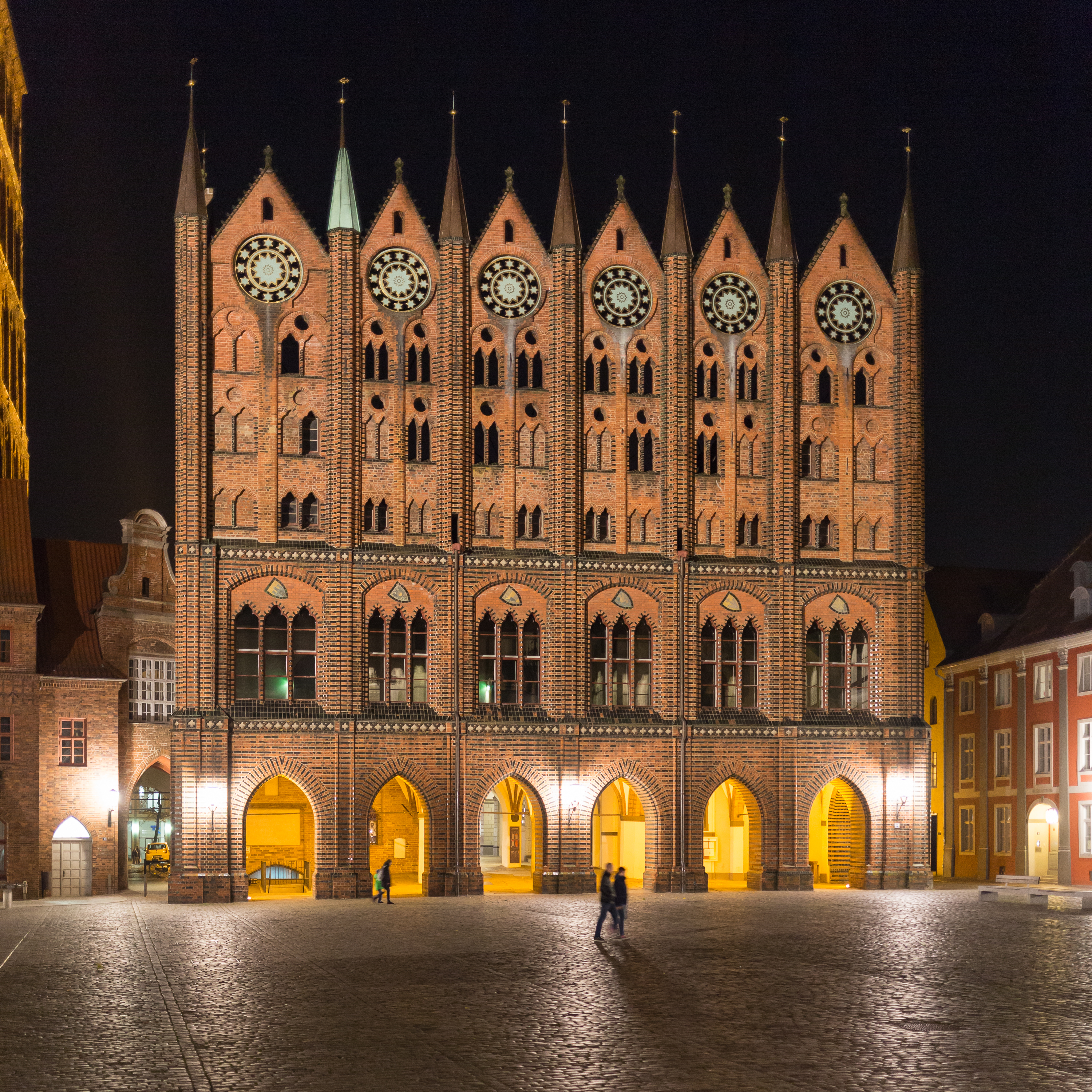
Radnice ve Stralsundu
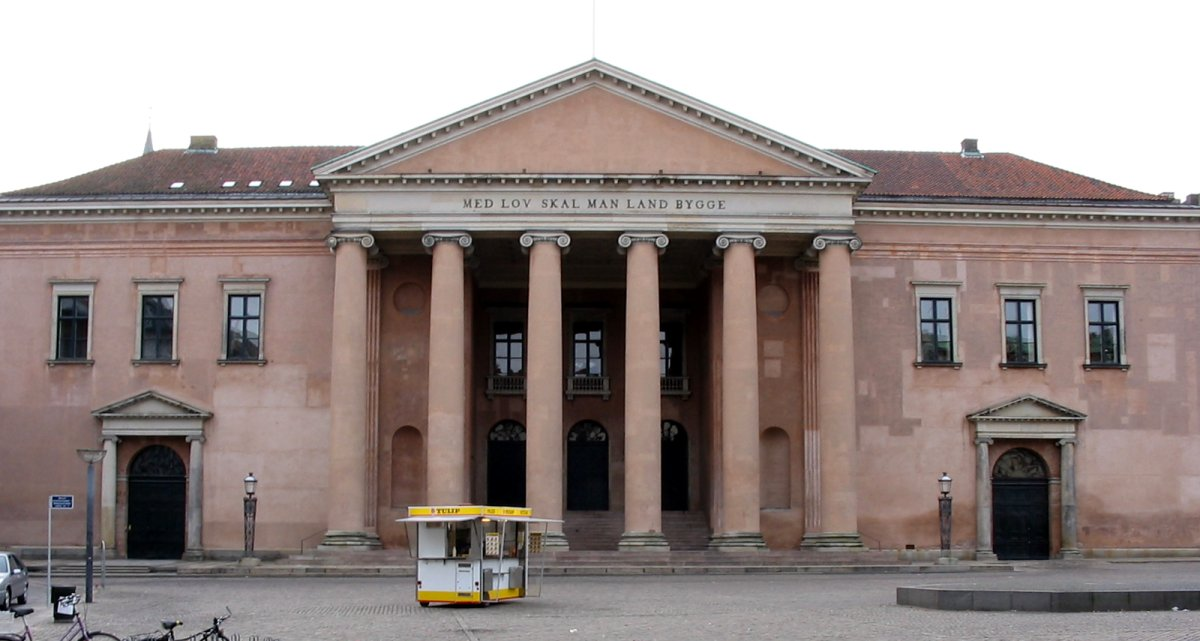
Kodaňská radnice
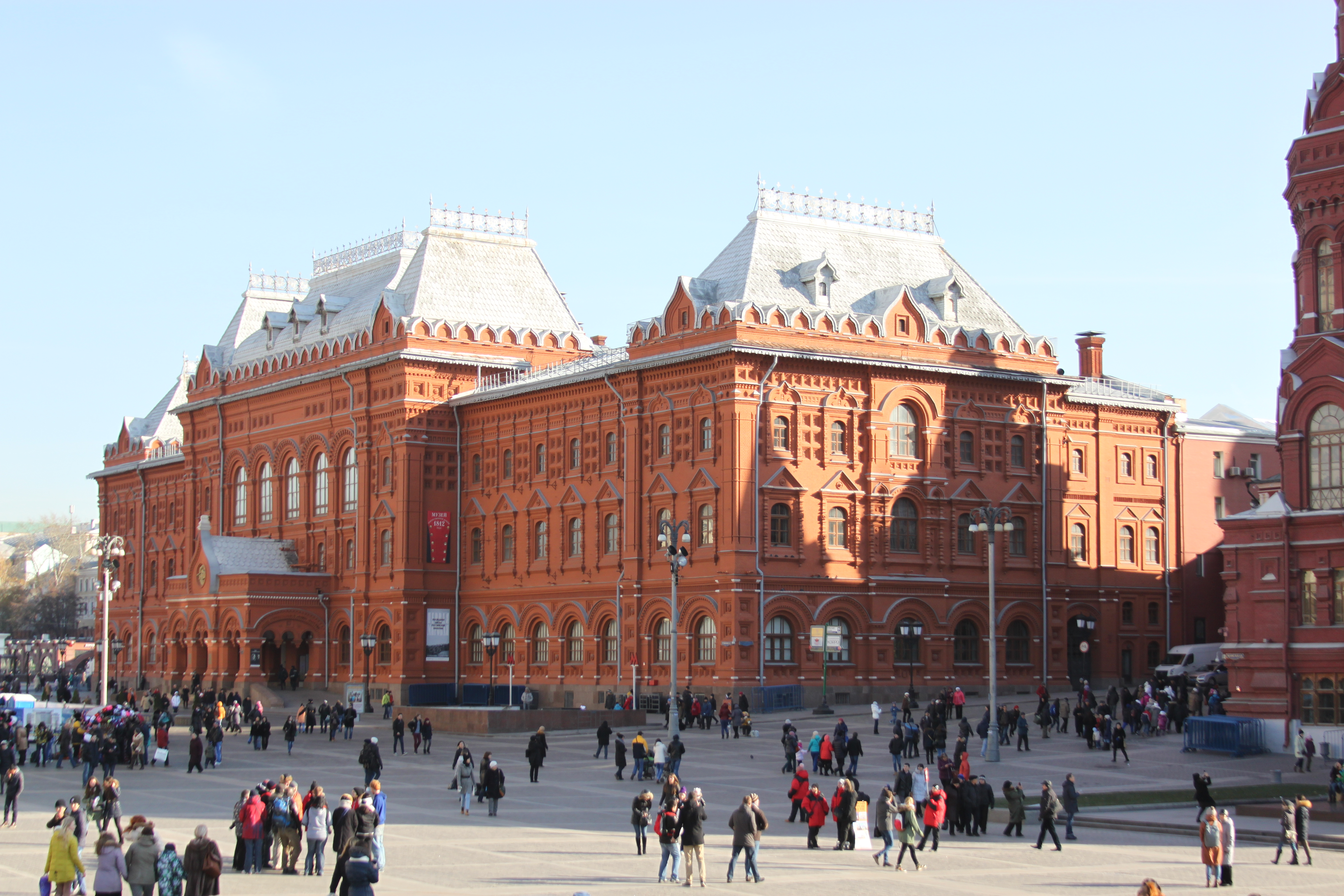
Moskevská duma
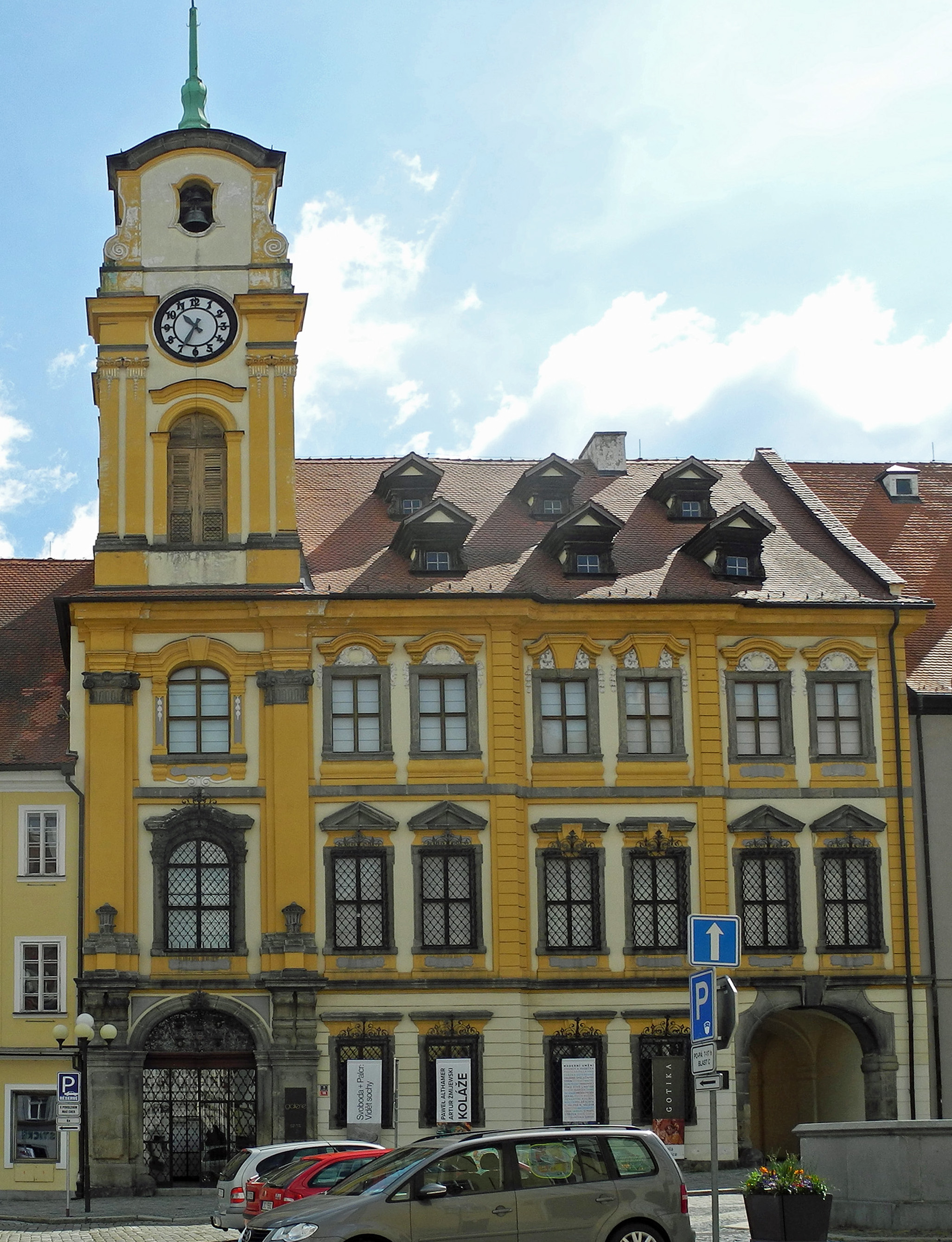
Cheb - barokní "nová" radnice
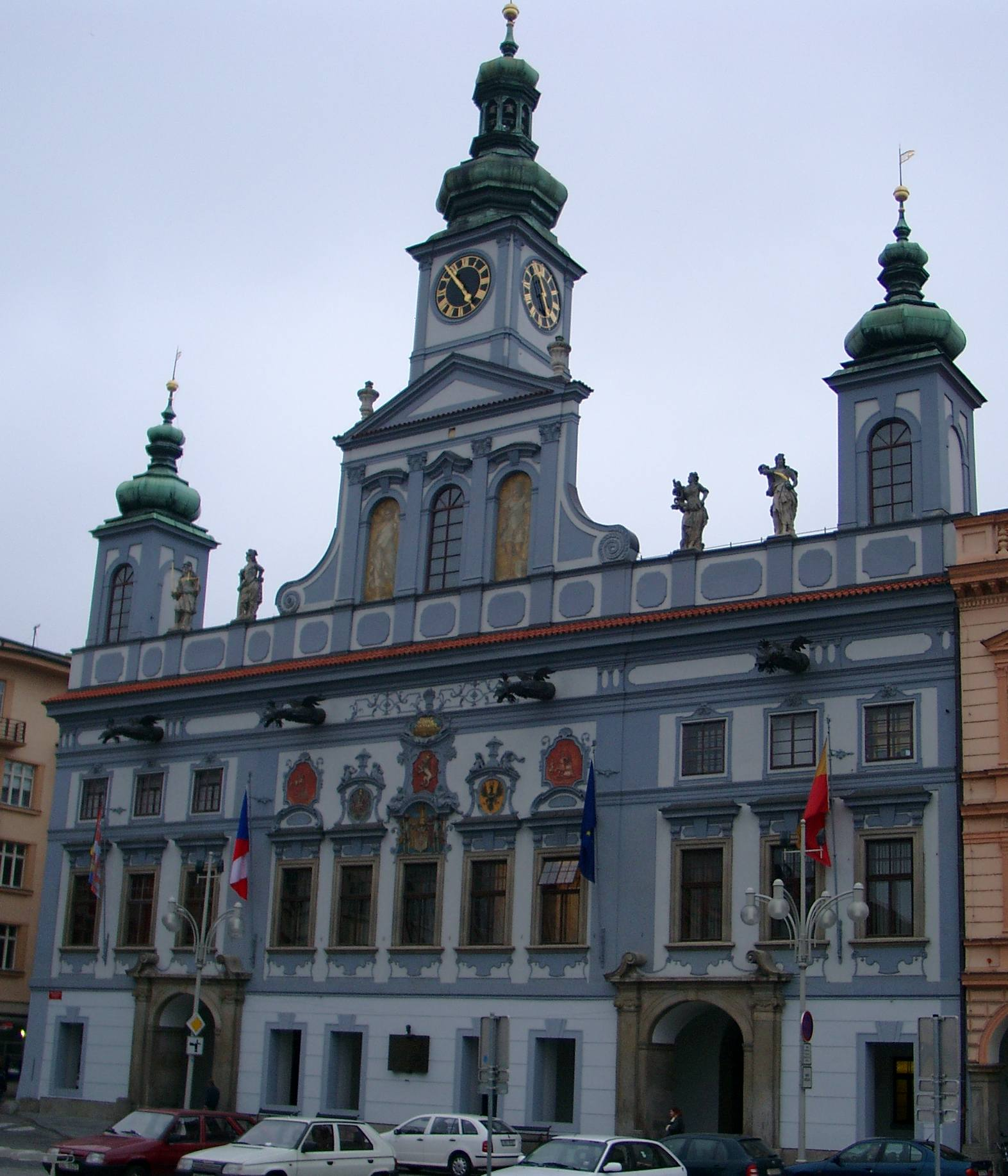
Radnice v Českých Budějovicích
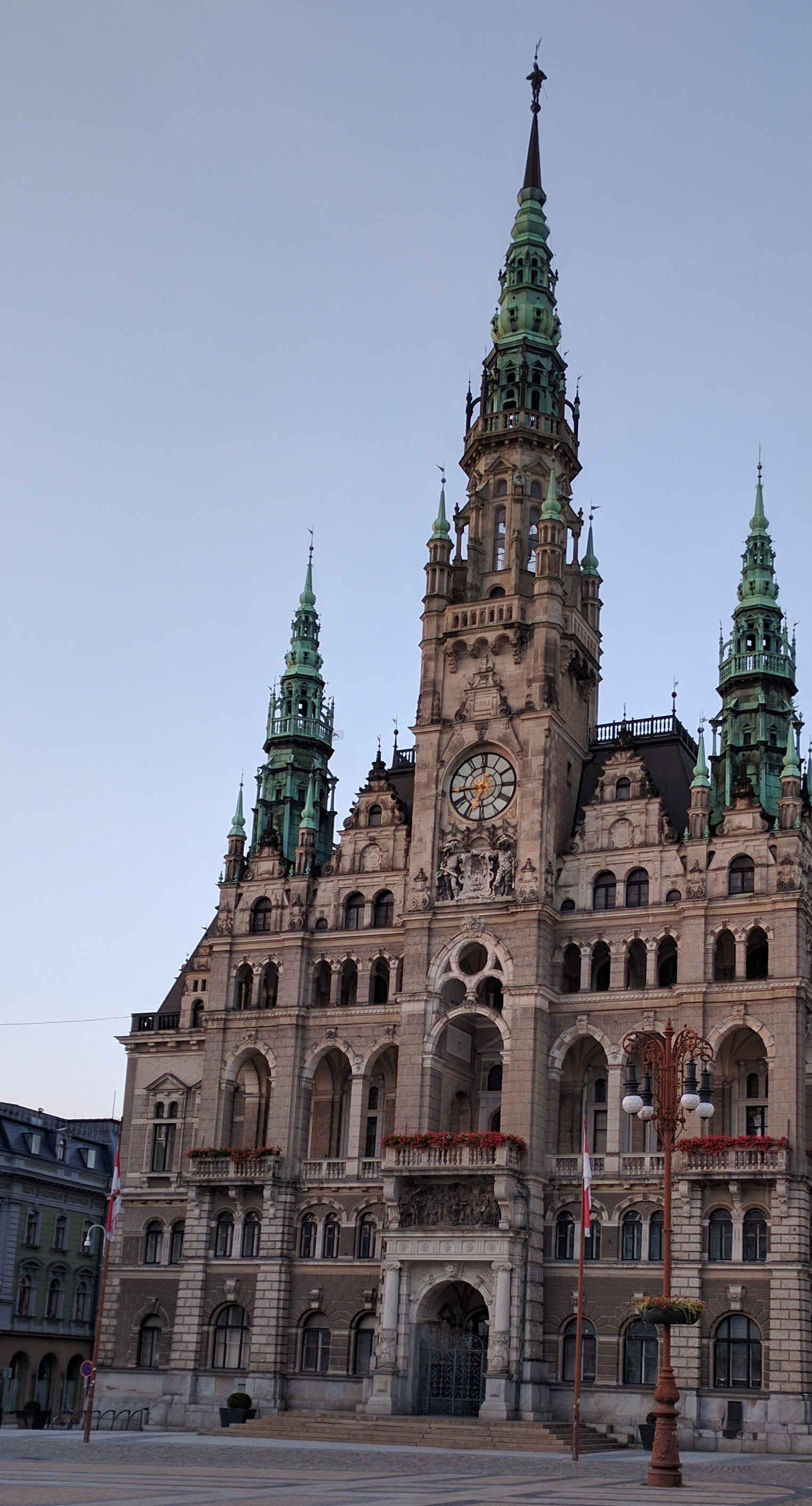
Liberecká radnice
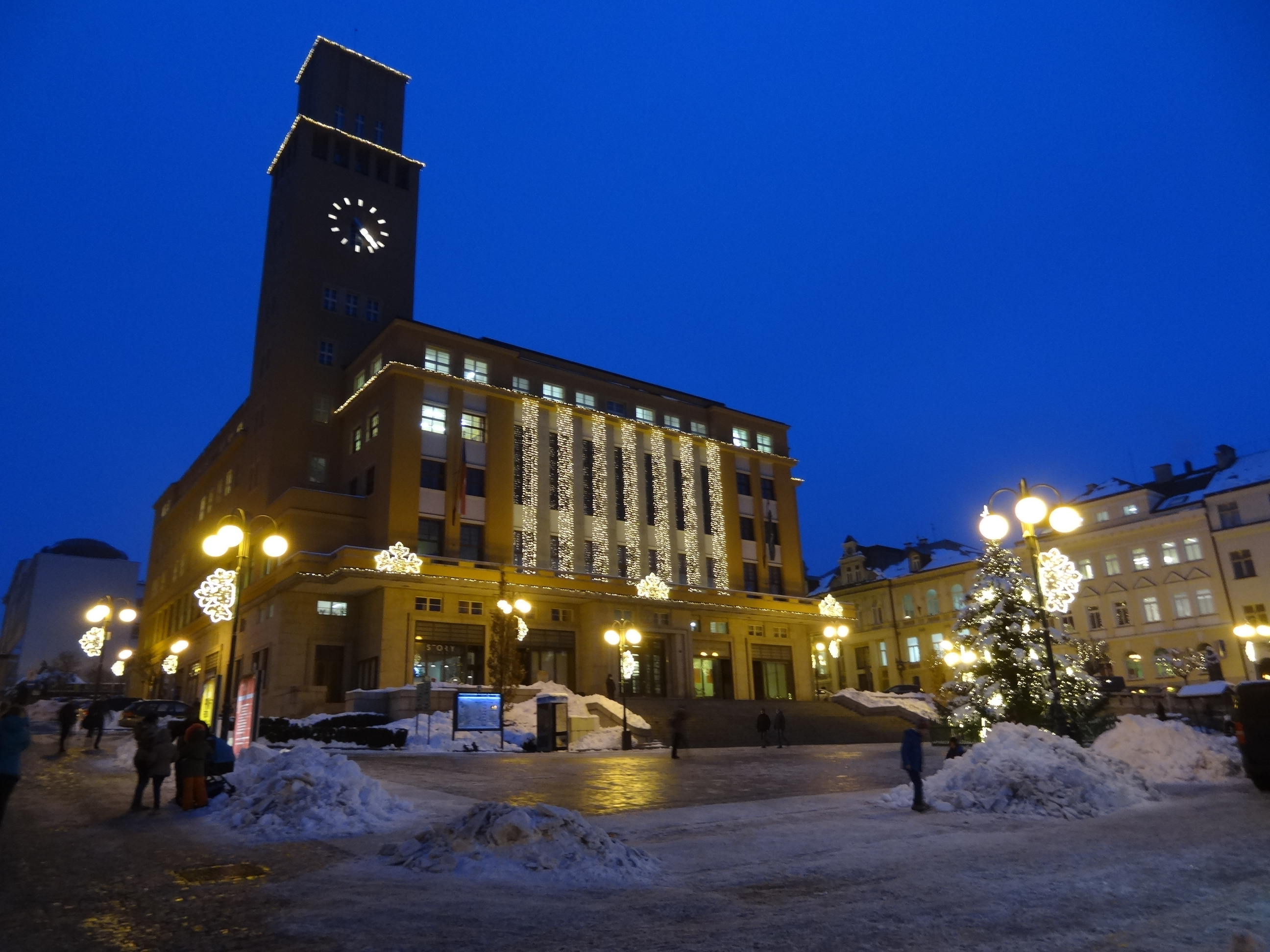
Jablonec nad Nisou- Nová radnice (1933)
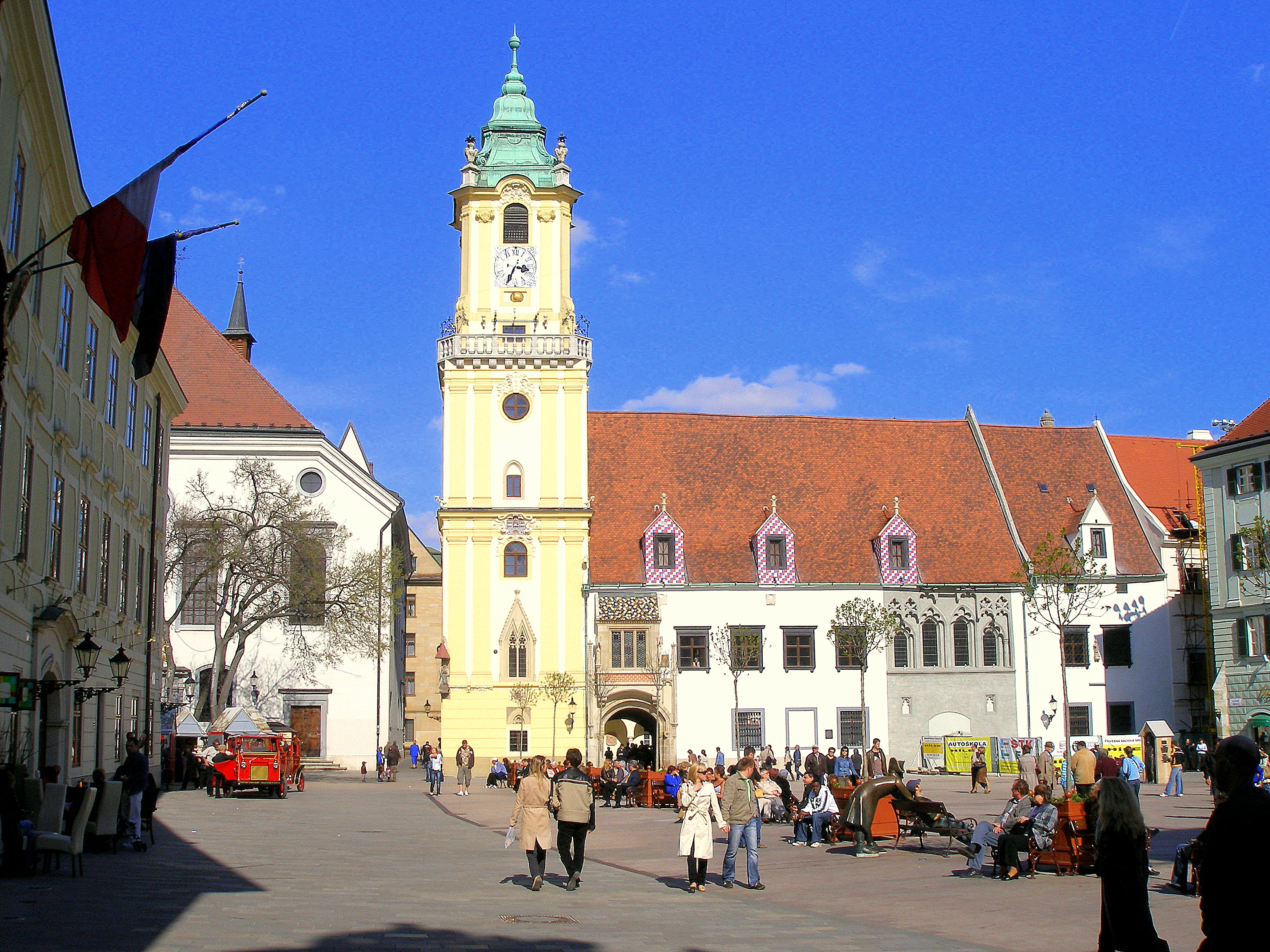
Bratislavská radnice
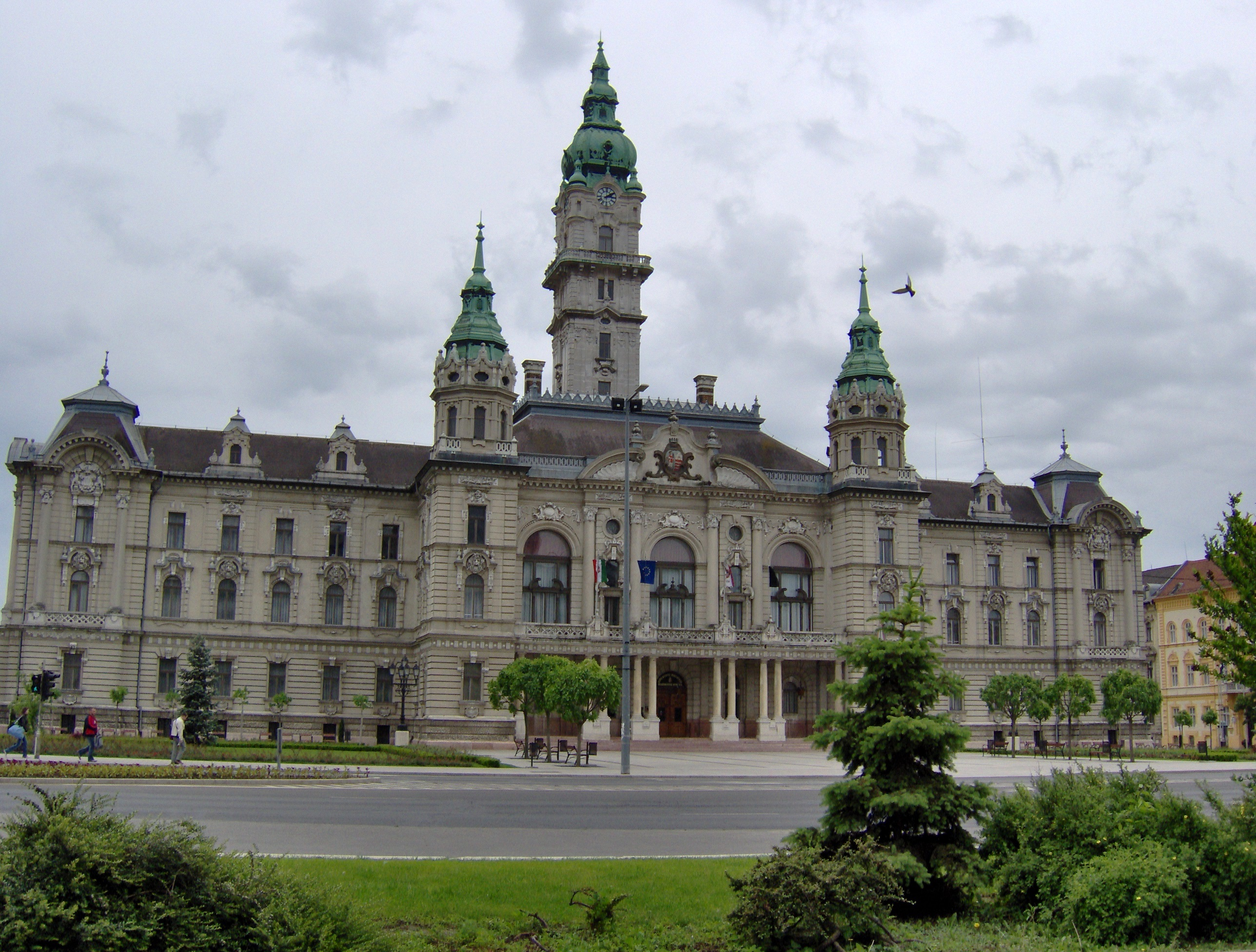
Radnice v maďarském Győru
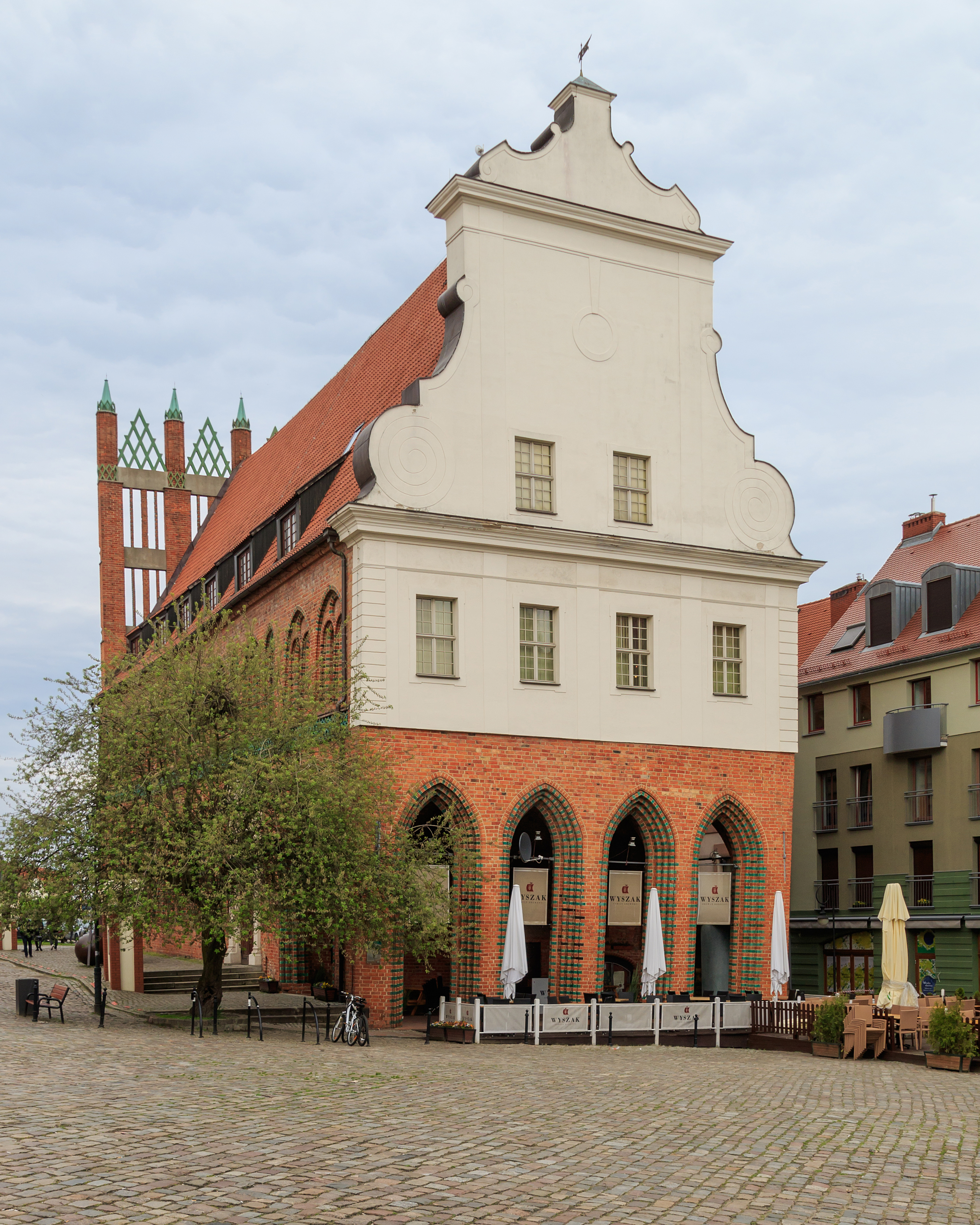
Radnice v polském Štětíně, 15. století
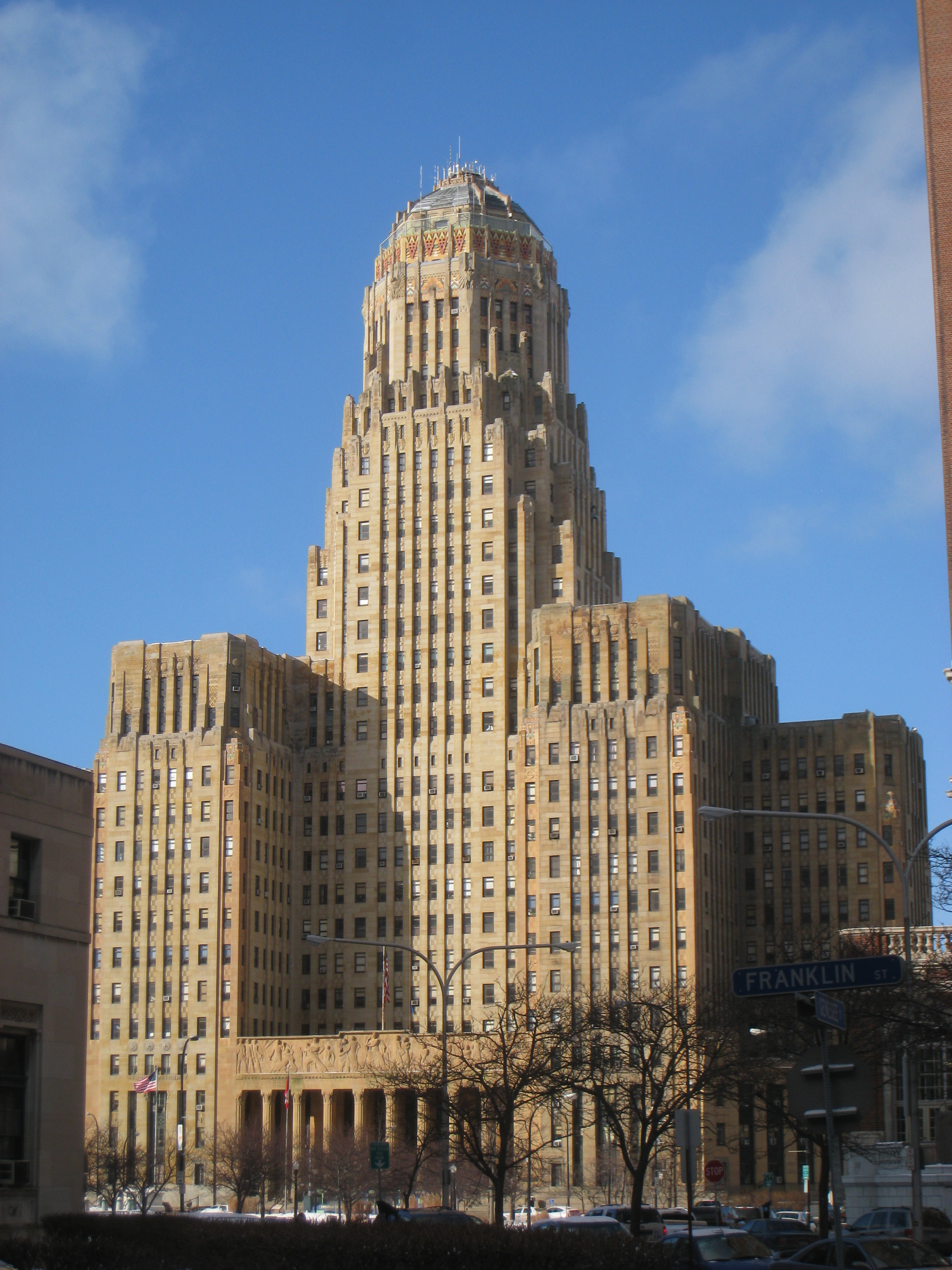
Radnice města Buffalo, stát New York